# Momentmetoden
Momentmetoden är en metod för att skatta parametrarna till en statistisk fördelning.

## Definition
Om en statistisk fördelning har {\displaystyle k} parametrar, sätter man de {\displaystyle k} första stickprovsmomenten lika med uttrycken för de {\displaystyle k} första momenten uttryckta i de {\displaystyle k} parametrarna.
Momentmetoden är den äldsta metoden för att skatta parametrar och Karl Pearson ligger bakom den (runt 1894). 

## Exempel
Vi har en stokastisk variabel {\displaystyle X} som är normalfördelad med väntevärdet {\displaystyle \mu } och variansen {\displaystyle \sigma ^{2}}. Då är fördelningens två första moment
{\displaystyle \operatorname {E} [X]=\mu } och
{\displaystyle \operatorname {E} [X^{2}]=\mu ^{2}+\sigma ^{2}}.
Om vi nu tar {\displaystyle n} sampel och beräknar stickprovsmomenten:
{\displaystyle m_{1}=\sum _{i=1}^{n}x_{i}} och
{\displaystyle m_{2}=\sum _{i=1}^{n}x_{i}^{2}}.
Om man identifierar stickprovsmomenten med fördelningens moment får man
{\displaystyle \sum _{i=1}^{n}x_{i}=\mu } och
{\displaystyle \sum _{i=1}^{n}x_{i}^{2}=\mu ^{2}+\sigma ^{2}}.
Då fås skattningarna av parametrarna som:
{\displaystyle {\hat {\mu }}=\sum _{i=1}^{n}x_{i}} och
{\displaystyle {\hat {\sigma ^{2}}}=\sum _{i=1}^{n}x_{i}^{2}-{\hat {\mu }}^{2}}.
Väntevärdesskattningen {\displaystyle {\hat {\mu }}} är väntevärdesriktig, medan variansskatningen {\displaystyle {\hat {\sigma ^{2}}}} inte är det.  Denna är dock konsistent, det vill säga, dess fel går mot noll när antalet sampel ökar.